# Indijanci Juči
Indijanci Juči (Yuchi, Euchee) pleme ili grupa plemena koji govore istoimenim jezikom nastanjeni sredinom 16. stoljeća na više lokacija američkog Jugoistoka. Najranija poznata lokacija bila im je u istočnom Tennesseeju, vjerojatno blizu Manchestera, a bijahu poznati pod imenom Chisca. Prema profesoru T. M. N. Lewisu, središte Jučija bilo je na rijeci Hiwassee. U kasnijm vremenima nalazimo jednu skupinu u zapadnoj Floridi,  današnja Eucheeanna, i drugu na području rijeke Savannah.  Jučije Dijele na tri glavne skupine, a to su: Chisca ili Pea Creek, Westo ili Hogologe i Tomahittan, a ovdje možda treba pridodati i grupu Rickohockan. Rana populacija iznosila je, prema Swantonovoj procjeni oko 5000 (1600.). Broj im kasnije opada, a 1930. spao je na svega 216. Prema NAHDB-u (2005.) ima ih oko 3000. 
Kroz svoju povijest žive po državama Georgia, Alabama, Florida, Oklahoma, Tennessee i Južna Karolina.

## Ime
Značenje imena yuchi nije točno utvrđeno. Speck (1909.) drži da je nastalo iz domorodačkog yú tcí, u značenju "those far away," ili "at a distance," "at a distance / sitting down." Moguće je naziv nastao i kao varijanta od Ochesee ili Ocheese, koji označava dijelove Indijanaca Muskogee koji su dali Hitchiti i njihovi saveznici Indijancima koji govore jezicima, drugačijim od njihovog. Ovaj termin pokupili su Cherokee i nazivali ih Ani'-Yu'tsi. Rani naziv istog korijena je i Hughchee. Od ranih engleskih kolonista opisno su nazivani Round town people. Ostali nazivi vjerojatno se odnose na njihove razne skupine, to su Rickohockans, "cavelanders"; Tahogaléwi, ime kojim su Delavarci nazivali grupu poznatu kao Hogologe; Westo naziv od Indijanaca Cusabo iz Južne Karoline, označava lokalnu skupinu. Ime Tamahita dano im je od nekih Istočnih Siouan Indijanaca.
Sami sebe Juči nazivaju Tsoyaha, "People of the sun" ili "children of the sun." Sunce je obožavano od raznih plemena američkog Jugoistoka, napose od Natchez Indijanaca. 

## Plemena i bande
- Chisca ili Pea Creek, ovo bi bili Juči u užem smislu ili pravi Juči.
- Westo ili Hogologe,
- Tomahittan,
- Rickohockan.
- Ogeechee

## Sela
- Arkansaw River, Oklahoma.
- Big Pond Town, Polecat Creek i Sand Creek, u i blizu Creek County, Oklahoma.
- Blackjack Town.
- Deep Fork Creek, Oklahoma.
- Duck Creek Town.
- Intatchkålgi, na Opilthlako Creek blizu mjesta gdje se ulijeva u Flint River,  vjerojatno u okrugu Schley County, Georgia.
- Padshilaika, gdje se sastaju Patchilaika Creek i Flint River, Macon County, Georgia.
- Red Fork, nepoznata lokacija.
- Snake Creek, nepoznata lokacija.
- Spring Garden Town, Lake George, Florida.
- Tokogalgi, na Kinchafoonee Creek, pritok Flint River, Georgia.
- Silver Bluff, nekadašnje selo Indijanaca Juči na rijeci Savannah na području današnjeg okruga Barnwell u Južnoj Karolini.

## Povijest
Jučije 1540. susreće De Soto u Tennesseeju u brdima sjeverno od rijeke Tennessee, i naziva ih imenom Chisca. Etno-povjesničari govore da su u povijesno vrijeme bili podijeljeni na 3 različite grupe. Kulturno pak oni pripadaju sjedilačkim plemenima Jugoistoka, ratari i lovci. Grupe Jučija raširene su i u područjima Kentuckyja, Alabame, Floride i Georgije. Godine 1639. Chisca Indijanci prodiru u Floridu a 1661 ratoborni Westo kreću prema današnjoj Augusti u Georgiju. Juči su ratoborni i 1674. Westosi zarate s kolonistima i obalnim plemenima a 3 godine kasnije (1677) Chisce napadaju u Georgiji Španjolce i Indijance Apalachee. U ratu su sa svima i siju strah. Godine 1680. Shawnee su konačno protjerali Westose s rijeke Savannah prema Ocmulgeeju i zatim na Chattahoochee. Grupu poznatu kao Tomahittan u Tennesseeju iz osvete 1715. napadaju Cherokee. Ulaskom u 18 stoljeće oni više neće predstavljati opasnost za ostala plemena i naseljenike i 1716. pridruže Shawnee Indijancima na rijeci Chattahoochee. Bande Chisca, Westosa i Tomahittana lutat će još područjima Georgije sve do 1837. kada su s Creek Indijancima preseljeni na Indian Territory.

## Etnografija
Tip kulture Jučija je isti koji se javlja i kod Muskogee plemena. U William Bartramovu djelu 'Travels' opisuju se kuće sa zidovima konstruiranim od drvenog kostura oblijepljenog izvana i iznutra crvenkastom glinom, i prekrivene čempresovom korom ili šimlom.

## Juči danas
Juči su danas organizirani u plemena Yuchi Tribe of Oklahoma, čije je središte Okmulgee; Yuchi Tribal Organization (središte Sapulpa), a ima ih konfederiranih u Seminole iz Floride i Oklahome i nešto u Shawnee iz Oklahome i Cherokeeje iz Sjeverna Karolina|Sjeverne Karoline. Svih skupa oko 3,000 (2000.).